# Brevitrichia palida
Brevitrichia palida is een vliegensoort uit de familie van de venstervliegen (Scenopinidae). De wetenschappelijke naam werd in 1971 gepubliceerd door Lewis P. Kelsey voor een soort waarvan op dat moment alleen een vrouwtje was verzameld in Californië.
Noot: de naam wordt nogal  eens geciteerd als 'pallida'. Het Latijnse bijvoeglijk naamwoord pallida betekent bleek, en Kelsey noemde als een van de kenmerken: 'eyes pale' (ogen bleek). 'Palida' betekent niets. Maar de naam komt in de publicatie met de protoloog driemaal voor, telkens gespeld als palida, en dat is dus de te gebruiken spelling.